# Fundação Assis Chateaubriand
A Fundação

Atual logomarca da fundação, desde 2011

Assis Chateaubriand (FAC) é uma fundação empresarial sem fins lucrativos.
Realiza o trabalho de responsabilidade social do grupo Diários Associados. Foi
instituída em 23 fevereiro de 1989 e seu nome é uma homenagem ao patrono da
instituição e fundador dos Diários Associados, o jornalista e empresário Francisco de Assis
Chateaubriand Bandeira de Mello. A sede fica
em Brasília, Distrito Federal no prédio dos Diários Associados.

## Missão
Gerar oportunidades que contribuam para o desenvolvimento humano
e social das comunidades localizadas, prioritariamente, onde os Diários
Associados atuam.

## Histórico
O embrião
para a criação da FAC surgiu em 1989, quando foi proposto resgatar o pensamento
desenvolvimentista de Assis Chateaubriand para fundar uma instituição que
pensasse e executasse os projetos de responsabilidade empresarial dos Diários
Associados, grupo criado por ele em 1924. Chateaubriand é lembrado
principalmente pelo empreendedorismo e pelas iniciativas que contribuíram para
a consolidação de uma imprensa moderna, profissional e engajada. Além disso,
foi um promotor das artes e teve uma sólida atuação parlamentar. São esses
ideais de desenvolvimento e integração que inspiram a FAC em todo o trabalho
que realiza.
Diários Associados
O grupo Diários
Associados foi criado em 1924 por Assis Chateaubriand. Reúne diversas empresas de comunicação, que estão entre as mais importantes do Brasil. Conta atualmente com mais de 50
veículos de mídia, distribuídos em diversos estados das regiões Centro-Oeste,
Nordeste e Sudeste. O conteúdo produzido diariamente pelos seus jornais, portais de internet,
revistas e emissoras de TV, aliado ao entendimento da comunicação como
ferramenta eficaz de educação auxiliam a Fundação Assis Chateaubriand no
desenvolvimento dos trabalhos que executa. E é principalmente por meio da
Fundação Assis Chateaubriand que os Diários Associados fazem o investimento
social que cabe ao grupo, direcionando recursos financeiros, econômicos e
humanos para os projetos.
Áreas de atuação e parcerias
No início
da sua existência, a Fundação estava voltada unicamente para projetos de interesses
educacionais e culturais. Com o passar dos anos ampliou sua visão de futuro e atualmente
desenvolve projetos também nas áreas de esporte, saúde e turismo. Os projetos
estão alinhados com os Oito Objetivos do Milênio, iniciativa da ONU que visa
garantir condições dignas de vida para toda a população. Assim, uma das metas
principais é contribuir, efetivamente, para que esses objetivos sejam
atingidos.
Apesar de
não estabelecer fronteiras geográficas para o cumprimento da sua missão, a
Fundação atua de forma mais sólida nos estados em que os Diários Associados
estão presentes (CE, DF, MA, MG, PB, PE, RJ, RN). Essa priorização existe em
função de uma busca por mais foco e assertividade nos projetos que realiza.
Os projetos
que a Fundação Assis Chateaubriand desenvolve são feitos em parceria com órgãos
públicos, empresas privadas e representantes do terceiro setor. A convergência
de experiências, recursos e capacidades técnicas dessas instituições é um meio
que a FAC encontrou para garantir os melhores resultados.
Programas
TURISMO - REVELANDO O
BRASIL
O Brasil é
tão vasto quanto belo. Mas apesar de ser referência no mundo inteiro como um
lugar dos sonhos para passar as férias, há diversos problemas que o impedem de
receber melhor o turista. Para desenvolver essa área altamente estratégica para
o crescimento do país, foi criado o programa Revelando o Brasil, que mapeou as
potencialidades turísticas de Tocantins e Pernambuco, além de ter qualificado
gestores para fortalecer a governança do turismo nesses estados. Outras regiões
brasileiras estão no horizonte de trabalho desse programa.
ESPORTE – ESPORTE E
CIDADANIA 
O esporte
tem o poder de solucionar uma série de problemas sociais. Evasão escolar,
criminalidade urbana e falta de espaços para lazer são situações que corroem a
qualidade de vida de uma comunidade. Com orientação e estrutura adequadas, a
prática esportiva também é capaz de desenvolver habilidades que certamente
formarão pessoas mais preparadas para o futuro. A Fundação Assis Chateaubriand
leva a sério esse desafio e faz a coordenação pedagógica do Projeto Esporte e
Cidadania, que já beneficiou, até agora, mais de 10 mil pessoas, entre crianças
e idosos, em quatro cidades do Distrito Federal.
SAÚDE – SAÚDE EM REDE
O Saúde em
Rede promove ações educativas para esclarecer determinados públicos sobre a prevenção
de doenças e como melhorar as suas condições de saúde. É usado nesse programa o
conceito de rede, com a interação sistemática e contínua da comunidade com
médicos e especialistas. Os recursos da internet, aliados à produção de
diversos conteúdos multimídia, têm aqui o objetivo de esclarecer a população
sobre temas complexos – como gravidez e maternidade – e que ainda são tabus na
nossa sociedade – como doenças sexualmente transmissíveis.
EDUCAÇÃO –
FORMAÇÃO INTEGRAL
Todo
processo de desenvolvimento começa com uma educação de qualidade e que prepare
a pessoa para a vida. Os projetos da Fundação Assis Chateaubriand nessa área
criam condições para a melhoria e complementação da educação básica oferecendo,
por exemplo, ferramentas para a formação e qualificação profissional. O Leitor
do Futuro é um exemplo de projeto bem-sucedido: há mais de duas décadas vem
estimulando a prática da leitura em estudantes de escolas públicas e privadas
do Distrito Federal.
CULTURA – MEMÓRIA E FOMENTO À CULTURA
Fomentar a
cultura e facilitar o acesso da população a todas as formas de arte. Com esse
objetivo como guia, os projetos desenvolvidos pela Fundação Assis Chateaubriand
oferecem oportunidades para os novos artistas mostrarem seu trabalho e para o
público conhecer um pouco mais da produção cultural local e nacional. O Sarau
Chatô, evento aberto ao público e que homenageia sempre um estado brasileiro e
um país com embaixada em Brasília; o Coral Chatô, grupo de voluntários regidos
por um maestro profissional e que faz apresentações em diversas ocasiões; e o
Espaço Chatô, local aberto a exposição de artistas plásticos da cidade, são
exemplos de iniciativas que trazem em suas concepções grandes valores: a
diversidade cultural, a inclusão e a arte como meio de educação e
desenvolvimento humano.